# 塞萨尔·弗兰克
塞萨尔-奥古斯特-让-纪尧姆-于贝尔·弗兰克（法語：César-Auguste-Jean-Guillaume-Hubert Franck，法語發音：[sezaʁ oɡyst ʒɑ̃ ɡijom ybɛʁ fʁɑ̃k]；1822年12月10日—1890年11月8日），比利时裔法国作曲家、管风琴演奏家和音乐教育家。
弗兰克1835年进入巴黎音乐学院学习，毕业后一度回到比利时进行独奏表演，但并不成功。1844年，他回到巴黎，自此后一直在巴黎以授课为生。1872年起，他被聘为巴黎音乐学院管风琴教授。李斯特曾经评价他的管风琴演奏为“巴赫再世”。
1890年5月，弗兰克遭遇车祸，卧床数月后于11月8日逝世。